# Стіл-Сіті (Небраска)
Стіл-Сіті (англ. Steele City) — селище (англ. village) в США, в окрузі Джефферсон штату Небраска. Населення — 44 особи (2020).

## Географія
Стіл-Сіті розташований за координатами 40°2′12″ пн. ш. 97°1′23″ зх. д. / 40.03667° пн. ш. 97.02306° зх. д. (40.036558, -97.022994).  За даними Бюро перепису населення США в 2010 році селище мало площу 0,60 км², з яких 0,60 км² — суходіл та 0,00 км² — водойми.

## Демографія
Згідно з переписом 2010 року, у селищі мешкала 61 особа в 34 домогосподарствах у складі 16 родин. Густота населення становила 101 особа/км².  Було 55 помешкань (91/км²).
Расовий склад населення:
| - 100,0 % — білих |

До двох чи більше рас належало 0,0 %. Частка іспаномовних становила 0,0 % від усіх жителів.
За віковим діапазоном населення розподілялося таким чином: 9,8 % — особи молодші 18 років, 59,1 % — особи у віці 18—64 років, 31,1 % — особи у віці 65 років та старші. Медіана віку мешканця становила 54,8 року. На 100 осіб жіночої статі у селищі припадало 90,6 чоловіків;  на 100 жінок у віці від 18 років та старших — 89,7 чоловіків також старших 18 років.
Середній дохід на одне домашнє господарство  становив 41 939 доларів США (медіана — 30 000), а середній дохід на одну сім'ю — 55 681 долар (медіана — 50 417). За межею бідності перебувало 20,3 % осіб, у тому числі 18,8 % дітей у віці до 18 років та 13,3 % осіб у віці 65 років та старших.
Цивільне працевлаштоване населення становило 40 осіб. Основні галузі зайнятості: транспорт — 20,0 %, освіта, охорона здоров'я та соціальна допомога — 17,5 %, мистецтво, розваги та відпочинок — 15,0 %.